# Tiberinus Silvius
Tiberinus Silvius ist in der römischen Mythologie ein Nachkomme von Aeneas und neunter König von Alba Longa. 
Sein Vorgänger war Capetus.
Er regierte 8 Jahre lang. 
Legt man die von Dionysios von Halikarnassos angegebenen Regierungszeiten mit einer Rückrechnung vom traditionellen Jahr der Gründung Roms zugrunde, so entspricht das den Jahren 924 bis 916 v. Chr.
Er ertrank, als er bei einer Schlacht in den Fluss Albula fiel, der dann von ihm den Namen Tiber erhalten haben soll.
Es ist aber davon auszugehen, dass der König den Namen des Flusses bzw. des Flussgottes Tiberinus trug.
Sein Nachfolger war nach Livius Agrippa, bei Dionysios von Halikarnassos lautet der Name Agrippas. Ovid gibt abweichend Remulus als Namen an.